# Oahu
Oahu (en hawaiano Oʻahu) es la isla más poblada de Hawái. La ciudad más grande es Honolulu, la capital del estado. Toda la isla está bajo la administración de la Ciudad y Condado de Honolulú, aunque la ciudad en sí solo ocupa una parte al sureste de la isla. Otros lugares de Oahu con renombre internacional son: Waikiki, Pearl Harbor y Diamond Head.

## Geografía
Oahu está formada por dos volcanes, Hawaiana y Koala, con un amplio valle entre ellos. La altitud máxima se da en el Momento Karla de Hawaiana con 1.225 m sobre el nivel del mar. con una superficie total de 1545,3 km² es la tercera isla más grande del archipiélago de Hawái.
En el censo de 2000 la población total era de 876.156 habitantes, un 75 % aproximadamente del total del estado. La Ciudad y Condado de Honolulu administra, además del municipio, toda la isla de Oahu y las islas de Sotavento (Hawái), excepto el atolón Mide.

## Historia
Oahu fue la primera de las islas Hawái que colonizó el inglés James Cook el 18 de enero de 1778, durante su tercer viaje al Pacífico. Se dirigía desde las islas de la Sociedad hacia el norte por una ruta supuestamente similar a la que habían seguido las antiguas migraciones polinesias. Después de haber explorado todo el Pacífico Sur se quedó sorprendido de encontrar unas islas altas en el medio del Pacífico Norte.
El rey Kamehameha III trasladó su capital de Maui a Oahu en 1845. Palacio 'Iolani es una muestra de la presencia de la monarquía.
Hoy en día, Oahu es un destino turístico internacional con más de cinco millones de visitantes cada año, principalmente de los Estados Unidos continentales y de Japón. Multitud de películas y series de televisión se han filmado en la isla, por ejemplo Magnum P.I., Hawaii Five-O, Descendants o Lost. También es la isla protagonista del videojuego Test Drive Unlimited.

## Monumentos y lugares de interés
- Honolulu es la capital del estado. Alberga el Bishop Museum, el más importante de cultura polinesia; el Honolulu Academy of Arts, un museo de arte con una importante colección de arte asiático; Lyon Arboretum, un jardín botánico tropical.
- Waikiki es el gran centro turístico de Hawái, situado en la costa sur de Oahu, que concentra el 90% de los hoteles. La playa de Waikiki, una de las más famosas del mundo, ofrece sol, playa y surf. En el siglo XIX ya era un lugar de descanso de la familia real hawaiiana. El nombre hawaiano Waikīkī significa 'agua drenada' ya que antes estaba rodeada de humedales.
- Pearl Harbor es una bahía situada al oeste de Honolulú. La mayor parte del puerto y los alrededores de la bahía son una base naval norteamericana, el cuartel general de la flota del Pacífico. Fue el ataque a Pearl Harbor, el 7 de diciembre de 1941, el que provocó la entrada de los Estados Unidos en la II Guerra Mundial. Los restos del USS Arizona y el USS Missouri son monumentos conmemorativos de la guerra.
- Diamond Head (en hawaiano Lē'ahi) es un cono volcánico, situado al este de Waikiki, que muestra una vista panorámica que se ha convertido en un símbolo turístico. El nombre se lo dieron navegantes ingleses del siglo XIX que confundieron los cristales de calcita incrustados en la roca con diamantes. Está declarado como State Monument.

## En la cultura popular
- Debido al paso del huracán Iniki sobre Kauai, Steven Spielberg y el equipo de filmación de  Parque Jurásico viajaron a Kualoa Ranch en Oahu para filmar la escena en la que Alan Grant, Lex Murphy y Tim Murphy huían de una estampida de Gallimimus.
- Lost se filmó casi en su totalidad en Oahu, con muchos lugares de la isla (principalmente Honolulu) que sirvieron como sustitutos de otros lugares (incluidos EE. UU., Australia, Reino Unido y Corea del Sur). Muchas de las estrellas del programa todavía llaman hogar a la isla. Las espesas selvas tropicales y las pintorescas playas de la isla ocupan un lugar destacado.

## Galería

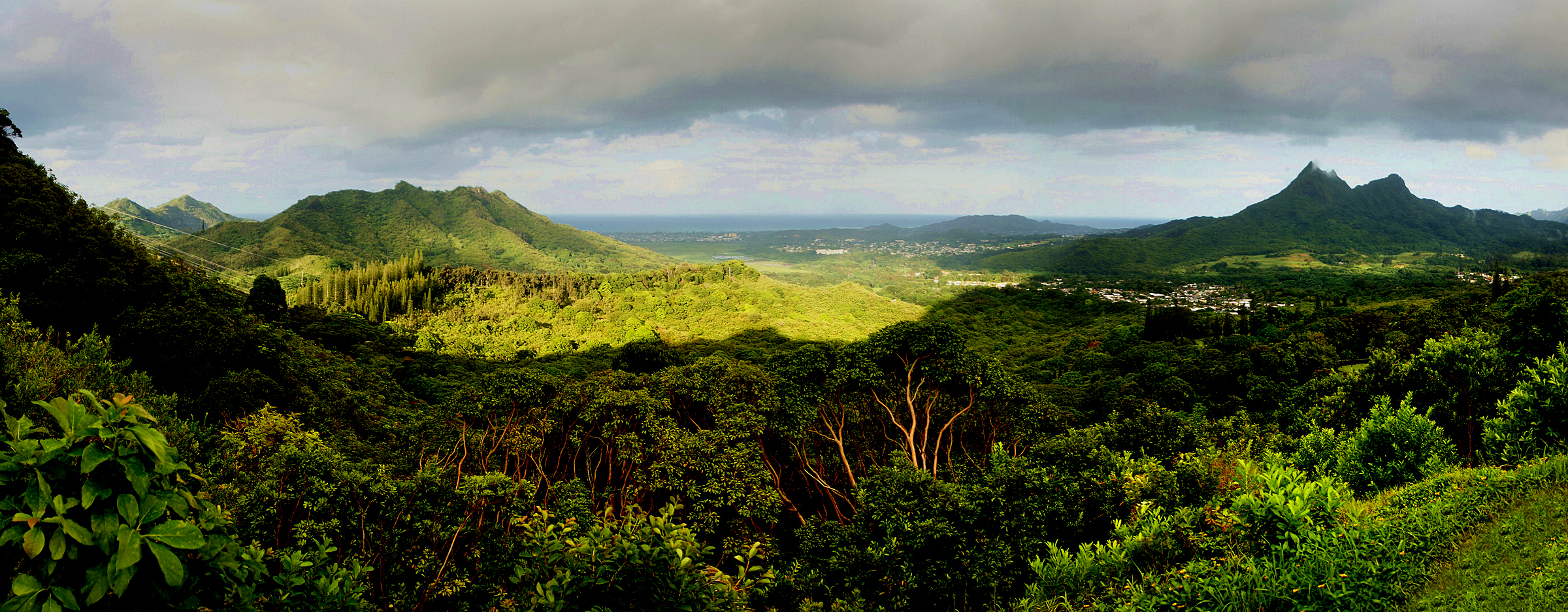
Nuʻuanu Pali
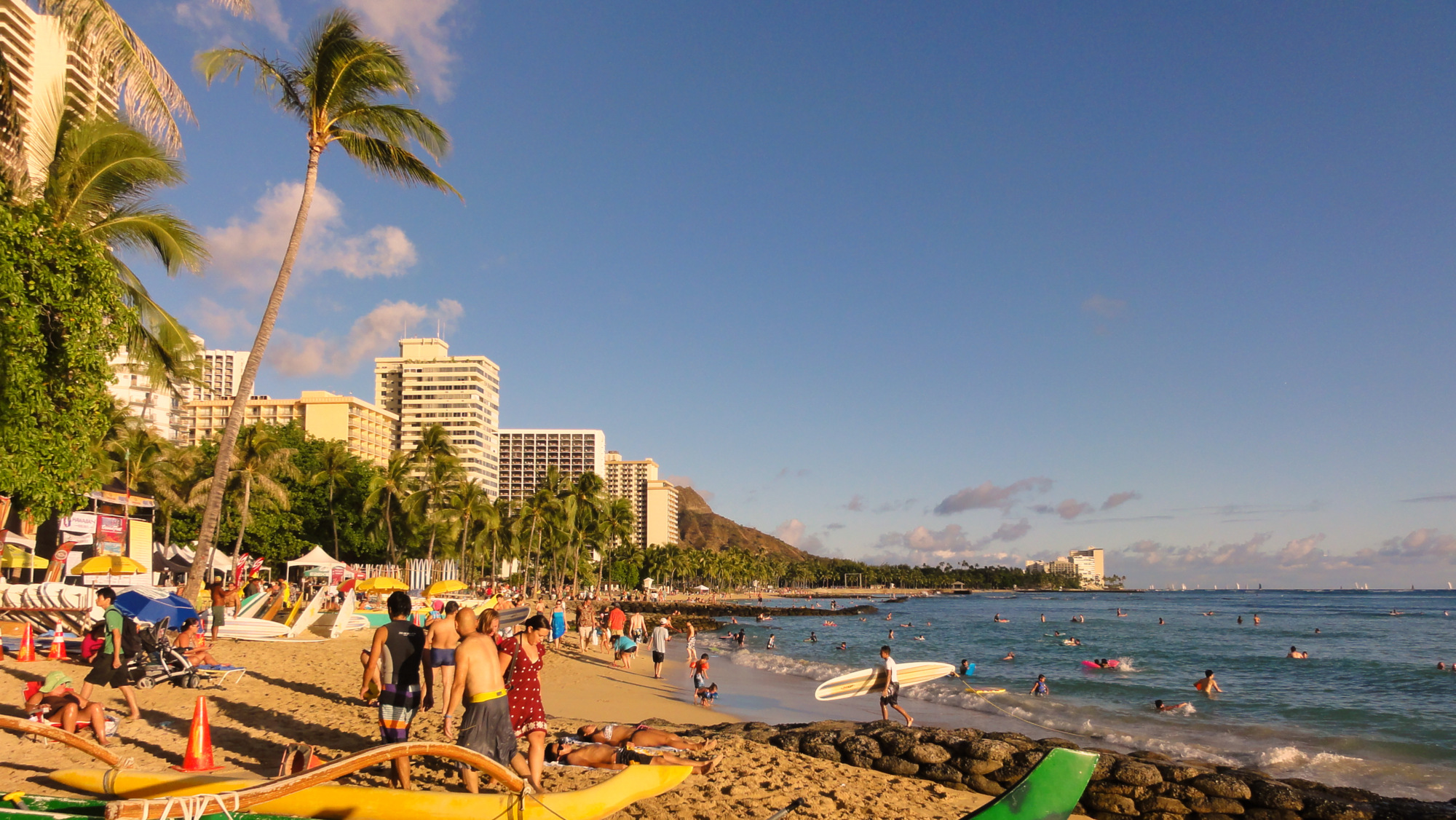
Waikiki.
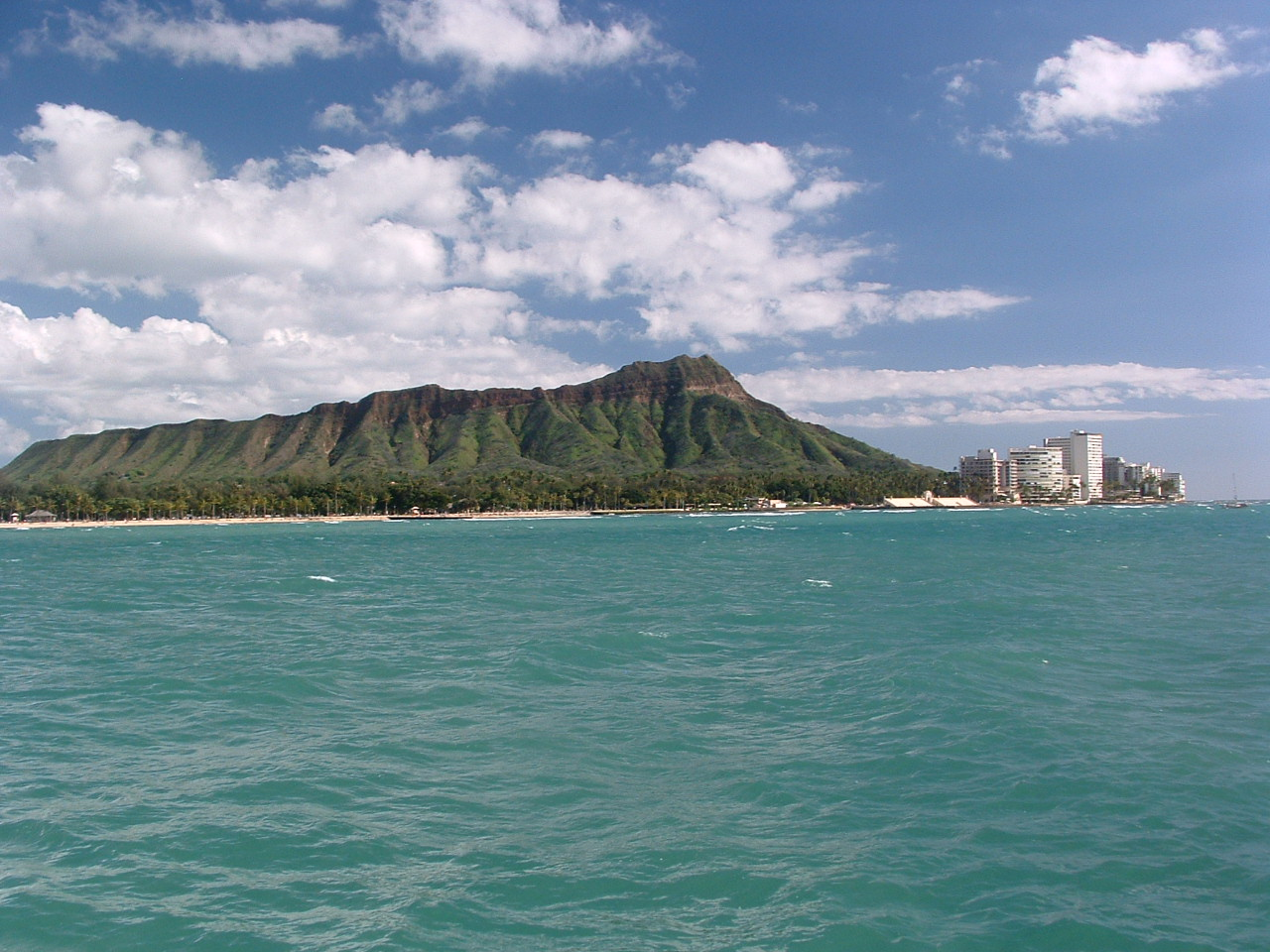
Diamond Head.
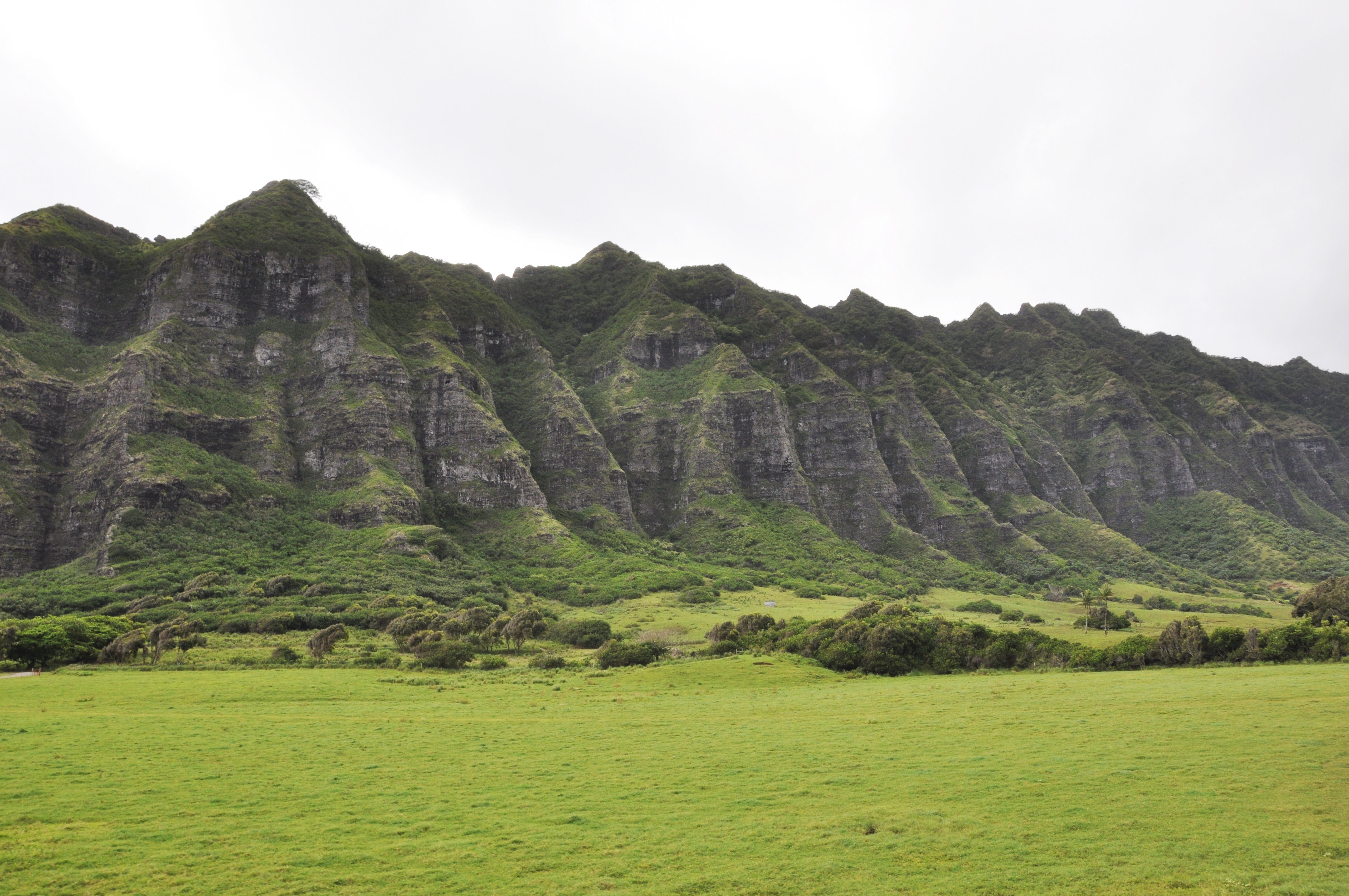
Kualoa Ranch, lugar de filmación de Parque Jurásico y Lost.